# FIFA 19
『FIFA19』は、EAスポーツが開発し、エレクトロニック・アーツより2018年9月28日に世界同時発売されたサッカーゲーム。今作からはUEFAチャンピオンズリーグ及びUEFAヨーロッパリーグのライセンスが搭載される。
PlayStation 3及びXbox 360で発売された最後の作品となった。

## ゲームモード
The Journey： Champions
FIFA 17から続くストーリーモードの最終章。

### The Journey: Championsの登場人物
アレックス・ハンター(Alex Hunter)
主人公の1人。本作ではレアル・マドリードに所属する。
ダニー・ウィリアムス(Danny Williams)
主人公の1人。
キム・ハンター(Kim Hunter)
主人公の1人。

### キャリアモード
選手キャリアと監督キャリアから選び、プレイすることができる。

## 収録リーグ
- イングランド
  - プレミアリーグ
  - EFLチャンピオンシップ
  - EFLリーグ1
  - EFLリーグ2
- フランス
  - リーグ・アン
  - リーグ・ドゥ
- ドイツ
  - ブンデスリーガ
  - ツヴァイテリーガ
  - 3.リーガ
- イタリア
  - セリエA（ユヴェントスとローマは偽名収録。選手は実名収録）
- スペイン
  - ラ・リーガ サンタンデール
  - ラ・リーガ スマートバンク
- オーストリア
  - オーストリア・ブンデスリーガ
- ベルギー
  - ジュピラー・プロ・リーグ
- デンマーク
  - 3F スーペルリーガ
- ノルウェー
  - エリテセリエン
- ポーランド
  - PKO エクストラクラサ
- ポルトガル
  - Liga NOS
- アイルランド
  - SSE エアトリシティ リーグ
- スコットランド
  - スコティッシュ・プレミアシップ
- スウェーデン
  - アルスヴェンスカン
- スイス
  - ライファイゼン・スーパーリーグ
- トルコ
  - スュペル・リグ
- 日本
  - J1リーグ
- 韓国
  - Kリーグ1
- 中国
  - 中国サッカー・スーパーリーグ
- オーストラリア
  - Aリーグ
- サウジアラビア
  - サウジ・プロフェッショナルリーグ
- ブラジル
  - カンピオナート・ブラジレイロ・セリエA（ブラジルリーグ名称で全選手が偽名）
- アルゼンチン
  - アルゼンチン・プリメーラ・ディビシオン（ボカ・ジュニアーズが偽名で収録）
- チリ
  - チリ・プリメーラ・ディビシオン
- コロンビア
  - カテゴリア・プリメーラA
- その他
  - ロシア・プレミアリーグから3クラブ
  - ギリシャ・スーパーリーグから4クラブ
  - シャフタール・ドネツクほか7クラブ
  - 男子A代表50チーム
  - 女子A代表15チーム